# ¡Thalatta! ¡Thalatta!
¡Thálatta! ¡Thálatta! (en griego: Θάλαττα! θάλαττα! «¡El mar! ¡El mar!») fue el grito de alegría que pronunciaron los diez mil griegos que vieron el Mar Negro desde el Monte Teques (Θήχης) cerca de Trebisonda, después de participar en la fallida marcha de Ciro el Joven contra el Imperio Persa en el año 401 a. C. La montaña estaba a sólo cinco días de marcha de la  ciudad costera aliada de Trapezunte. La historia la cuenta Jenofonte en su Anábasis. Se cree el incidente ocurrió en los primeros meses del 400 a. C.

## El relato de Jenofonte
Jenofonte describe la escena de la siguiente manera:

Desde allí, tras cuatro días de marcha y veinte parasangs, llegaron a una ciudad grande, próspera y populosa que se llamaba Gymnias. Desde este país el gobernante envió un guía a los griegos, para que pudiera guiarlos a través del país que era enemigo de ellos. Cuando llegó aquel hombre dijo que en cinco días los conduciría a un lugar desde donde verían el mar; si no, declaraba que era hombre muerto. Y mientras los guiaba, cuando los llevó al territorio enemigo, comenzó a alentarlos a quemar y devastar el país. De donde quedó claro que había venido por eso, no por su buena voluntad hacia los griegos. Y al quinto día llegan a la cima del monte. Aquella colina se llamaba Teques. Y cuando los primeros hombres llegaron a la cima de la montaña y vieron el mar debajo de ellos, hubo muchos gritos. Cuando Jenofonte y la retaguardia oyeron esto, pensaron que otros enemigos los atacaban de frente. Porque por detrás también los seguía la gente de la tierra que ardía, y la retaguardia había matado a algunos de ellos y tomado prisioneros a otros después de hacer una emboscada, y habían capturado como veinte escudos de mimbre cubiertos con piel cruda de bueyes con el pelo todavía en ellos.

Pero como los gritos se hacían cada vez más fuertes y los que llegaban continuamente corrían velozmente hacia los que gritaban continuamente, a Jenofonte le pareció algo más serio, y montó a caballo y llevando consigo a Licio y a los jinetes. comenzó a ir a ayudar. Y muy pronto oyen a los soldados gritar '¡El mar! ¡El mar!’ corriéndose la voz. De pronto todos juntos echaron a correr, incluida la retaguardia, y se hicieron galopar las bestias de carga y los caballos. Y cuando llegaron a la cumbre, entonces comenzaron a abrazarse unos a otros, incluso a los generales y capitanes, llorando. Y de repente, cuando alguien pasó la voz, los soldados traen algunas piedras y levantaron un gran túmulo. Luego le pusieron encima una cantidad de pieles crudas a modo de ofrenda, y báculos, y los escudos capturados, y el guía comenzó a cortar él mismo los escudos y a animar a los demás a que lo hicieran. Después los griegos despidieron al guía, después de darle regalos de la propiedad común: un caballo, un cuenco de plata para libaciones, un traje persa y diez dáricos; Siguió pidiendo especialmente sus anillos y tomó muchos de los soldados. Y después de señalarles una aldea donde acamparían y el camino que tomarían para entrar en el territorio de los Macrones, cuando llegó la tarde, partió, alejándose durante la noche.

## Ubicación
En los últimos años se han realizado varios intentos para descubrir la ubicación exacta del monte Teques, desde donde Jenofonte y el ejército de diez mil hombres vieron el mar. Una ubicación viable, que Brennan y Tuplin llaman «el principal candidato actual», es una colina situada aproximadamente a medio camino entre Pirahmet y Maçka, cerca de una antigua carretera. Aquí, en 1996, Tim Mitford, que había sido guiado a la montaña por un lugareño, Celal Yılmaz, observó un gran montón de piedras circular, de 12 metros de diámetro, que bien podría ser la plataforma que Jenofonte describe como montada por los soldados para montar un trofeo. 
La identificación de Mitford fue apoyada por V. Manfredi, quien, volviendo a visitar el sitio con Mitford unos años más tarde, sugirió que el mojón de Jenofonte no era el de 12 metros, sino una segunda estructura cercana, redonda con forma de rosquilla, de 24 metros de ancho. 
Sin embargo, Brennan y Tuplin sostienen que esta es solo una de varias soluciones posibles, dependiendo de la ruta que siguieran Jenofonte y el ejército, y creen que es posible que el asunto nunca se resuelva por completo. 
El nombre Teques no se encuentra en ninguna otra fuente antigua. La colina que Mitford cree que es la de Jenofonte se llama hoy Deveboynu Tepe ('Colina de Cuello de Camello').

## Lingüística
Thála tt a (θάλαττα, pronunciado [ tʰálatta ]</link> ) era la forma ática (es decir, ateniense) de la palabra, tal como aparece en el texto de Jenofonte. En la mayoría de los demás dialectos del griego antiguo, así como en el griego moderno, es thála ss a (θάλασσα).